# Linówek (województwo podlaskie)
Linówek – wieś w Polsce położona w województwie podlaskim, w powiecie sejneńskim, w gminie Krasnopol.
| SIMC    | Nazwa      | Rodzaj    |
| ------- | ---------- | --------- |
| 0761006 | Grekowizna | część wsi |

W latach 1975–1998 miejscowość administracyjnie należała do województwa suwalskiego.